# Jiftūn aş Şaghīr
Jiftūn aş Şaghīr är en ö i Egypten.   Den ligger i guvernementet Al-Bahr al-Ahmar, i den östra delen av landet, 400 km sydost om huvudstaden Kairo.